# Seznam najdražjih umetniških slik
Spodnja tabela je seznam doslej najdražje prodanih umetniških slik (stanje konec 2015). Vrednost slik so določile zavarovalnice ali pa kupci na dražbah, in pa seveda veliki dražbeni hiši, Sotheby's in Christie's.
| Ime dela | Avtor        | Iz leta | Cena [Mil. $] | Slika                                          | Sklici                 |
| --- | ------------ | ------- | ------------- | ---------------------------------------------- | ---------------------- |
| Les femmes d'Alger (Version "O")                                                                                   | Picasso      | 1955    | 179,4         | Link Arhivirano 2015-04-11 na Wayback Machine. | [ 1 ]                  |
| Nu Couché au coussin Bleu                                                                                          | Modigliani   | 1917    | 170,4         |                                                | [ 2 ]                  |
| Tri študije Luciana Freuda (Triptihon)                                                                             | Bacon        | 1969    | 142,4         | Link                                           | [ 3 ] [ 4 ] [ 5 ]      |
| Št. 5, 1948 | Pollock      | 1948    | 140,0         | Link                                           | [ 6 ] [ 7 ]            |
| Ženska III | de Kooning   | 1953    | 137,5         |                                                | [ 8 ]                  |
| Adele Bloch-Bauer I                                                                                                | Klimt        | 1907    | 135,0         |                                                | [ 9 ]                  |
| Krik | Munch        | 1895    | 119,9         |                                                | [ 10 ] [ 11 ]          |
| Akt z velikimi listi in kipom Nu au Plateau de Sculpteur                                                           | Picasso      | 1932    | 106,5         | Link                                           | [ 12 ]                 |
| Deček s pipo Garçon_à_la_pipe                                                                                      | Picasso      | 1905    | 104,2         | Link                                           | [ 7 ] [ 13 ] [ 14 ]    |
| Medicinska sestra Nurse                                                                                            | Lichtenstein | 1964    | 95,3          | Link                                           | [ 15 ]                 |
| Dora Maar z mačko Dora Maar au Chat                                                                                | Picasso      | 1941    | 95,2          | Link                                           | [ 7 ]                  |
| Adele Bloch-Bauer II                                                                                               | Klimt        | 1912    | 87,9          |                                                | [ 7 ] [ 16 ]           |
| Oranžno, rdeče, rumeno Orange, Red, Yellow                                                                         | Rothko       | 1961    | 86,9          |                                                | [ 17 ]                 |
| Triptih, 1976 | Bacon        | 1976    | 86,3          | Link                                           | [ 18 ] [ 19 ]          |
| Portret dr. Gacheta Portrait du docteur Gachet avec branche de digitale                                            | van Gogh     | 1890    | 82,5          |                                                | [ 7 ] [ 20 ] [ 21 ]    |
| No. 10 | Rothko       | 1958    | 81,9          | Link                                           | [ 22 ]                 |
| Ribnik z lokvanji Le Bassin aux nymphéas, harmonie verte                                                           | Monet        | 1919    | 80,5          |                                                | [ 7 ] [ 23 ] [ 24 ]    |
| Napačen začetek False Start                                                                                        | Johns        | 1959    | 80,0          | Link Arhivirano 2012-02-01 na Wayback Machine. | [ 25 ]                 |
| Ples pri Moulin de la Galette¨                                                                                     | Renoir       | 1876    | 78,1          |                                                | [ 7 ] [ 26 ] [ 27 ]    |
| Pomor nedolžnih | Rubens       | 1609/11 | 76,7          |                                                | [ 7 ] [ 28 ] [ 29 ]    |
| Št. 1 (kraljevsko rdeče in modro) No 1 (Royal Red and Blue)                                                        | Rothko       | 1954    | 75,1          | Link                                           | [ 30 ]                 |
| Belo središče (rumeno, rožnato in sivkino na vrtnici, 1950) White Center (Yellow, Pink and Lavender on Rose, 1950) | Rothko       | 1950    | 72,8          | Link Arhivirano 2016-03-04 na Wayback Machine. | [ 31 ] [ 32 ]          |
| Avtoportret brez brade Portrait de l'artiste sans barbe                                                            | van Gogh     | 1889    | 71,5          |                                                | [ 33 ] [ 26 ] [ 34 ]   |
| Diana und Actaeon                                                                                                  | Tizian       | 1556/59 | 71,3          |                                                | [ 35 ] [ 36 ] [ 37 ]   |
| Nu assis sur un divan (La Belle Romaine)                                                                           | Modigliani   | 1917    | 68,9          |                                                | [ 38 ]                 |
| Die Klinik Gross The Gross Clinic                                                                                  | Eakins       | 1875    | 68,0          |                                                | [ 39 ] [ 40 ]          |
| Buste de femme | Picasso      | 1938    | 67,4          | Link                                           | [ 41 ]                 |
| La Gommeuse | Picasso      | 1901    | 67,4          | Link                                           | [ 42 ]                 |
| L’Allée des Alyscamps                                                                                              | van Gogh     | 1875    | 66,33,0       |                                                | [ 43 ]                 |
| Pomlad (Manet) | Manet        | 1881    | 65,1          |                                                | [ 44 ] [ 45 ]          |
| Police Gazette | de Kooning   | 1955    | 63,5          | Link                                           | [ 25 ]                 |
| Selitev Šičuana | Vang Meng    | 1350/70 | 62,1          |                                                | [ 46 ] [ 47 ] [ 48 ]   |
| Vaza s sončnicami in makom                                                                                         | van Gogh     | 1890    | 61,7          |                                                | [ 49 ] [ 50 ]          |
| 1949-A-No. 1 | Still        | 1949    | 61,7          | Link                                           | [ 51 ]                 |
| Tihožitje z zaveso, vrčem in sadjem Rideau, Cruchon et Compotier                                                   | Cézanne      | 1893/94 | 60,5          |                                                | [ 33 ]                 |
| Suprematistična kompozicija                                                                                        | Malevič      | 1916    | 60,0          |                                                | [ 52 ] [ 53 ] [ 54 ]   |
| No. 19, 1948� | Pollock      | 1948    | 58,3          | Link Arhivirano 2015-04-21 na Wayback Machine. | [ 55 ]                 |
| Žitno polje s cipresami                                                                                            | van Gogh     | 1889    | 57,0          |                                                | [ 56 ] [ 57 ]          |
| Benefits Supervisor Resting                                                                                        | Freud        | 1994    | 56,1          | Link                                           | [ 58 ]                 |
| Ženska s cvetličnim klobukom Woman With Flowered Hat                                                               | Lichtenstein | 1963    | 56,1          |                                                | [ 55 ]                 |
| Pobarvana Mona Lisa Colored Mona Lisa                                                                              | Warhol       | 1963    | 56,1          | Link                                           | [ 59 ]                 |
| Žena s prekrižanimi rokami Femme aux bras croisés                                                                  | Picasso      | 1902    | 55,0          |                                                | [ 33 ]                 |
| Travnik v svetju pod nevihtnim nebesom                                                                             | van Gogh     | 1888/89 | 54            |                                                | [ 60 ]                 |
| Nymphéas | Monet        | 1905    | 54            |                                                | [ 61 ]                 |
| Perunike Les Iris                                                                                                  | van Gogh     | 1889    | 53,9          |                                                | [ 33 ] [ 62 ] [ 63 ]   |
| Študija Inocenta X Study after Velazquez's Portrait of Pope Innocent                                               | Bacon        | 1962    | 52,7          | Študija po Velazquezu                          | [ 31 ] [ 64 ]          |
| Portret Angela Fernandeza de Soto (tudi: Pivec absinta)                                                            | Picasso      | 1903    | 51,8          |                                                | [ 65 ] [ 66 ]          |
| Pierretteova svatba Les Noces de Pierrette                                                                         | Picasso      | 1905    | 51,6          |                                                | [ 33 ] [ 62 ] [ 67 ]   |
| Kompozicija št. III - rdeče modro, rumeno in črno                                                                  | Mondrian     | 1929    | 50,5          |                                                | [ 68 ]                 |
| sedeča v vrtu Femme assise dans un jardin                                                                          | Picasso      | 1938    | 49,5          | Link Arhivirano 2012-02-01 na Wayback Machine. | [ 33 ]                 |
| Dustheads | Basquiat     | 1982    | 48,8          |                                                | [ 55 ]                 |
| Yo, Picasso | Picasso      | 1901    | 47,9          | Link                                           | [ 62 ] [ 69 ]          |
| Portret Henriette Moraes                                                                                           | Bacon        | 1963    | 47,7          | Link                                           | [ 70 ]                 |
| Mlada kmetica s slamnikom, pred žitnim poljem                                                                      | van Gogh     | 1890    | 47,5          |                                                | [ 71 ] [ 72 ]          |
| Brez naslova (rumeno in modro)                                                                                     | Rothko       | 1954    | 46,4          | Link Arhivirano 2016-04-19 na Wayback Machine. | [ 73 ]                 |
| Abstraktna slika (599)                                                                                             | Richter      | 1986    | 46,4          | Link Arhivirano 2015-09-21 na Wayback Machine. | [ 74 ] [ 75 ]          |
| Ženska ob oknu Femme assise pres d'une fenetre                                                                     | Picasso      | 1932    | 44,8          |                                                | [ 76 ]                 |
| Odsev pisoče postave v oknu Figure Writing Reflected in Mirror                                                     | Bacon        | 1976    | 44,8          | Link                                           | [ 77 ]                 |
| Speča deklica Sleeping Girl                                                                                        | Lichtenstein | 1964    | 44,8          |                                                | [ 77 ]                 |
| Onement VI | Newman       | 1953    | 43,8          | Link                                           | [ 78 ]                 |
| Nymphéas | Monet        | 1905    | 43,7          |                                                | [ 79 ]                 |
| Vidim celo sobo ... pa nikogar ni v njej! I Can See the Whole Room! ...and There's Nobody in it!                   | Lichtenstein | 1961    | 43,2          | Link                                           | [ 80 ]                 |
| Paulette Jourdain                                                                                                  | Modigliani   | c. 1919 | 42,8          |                                                | [ 81 ]                 |
| Pogled na Benetke z mostom Rialto                                                                                  | Guardi       | 1765/69 | 42,7          |                                                | [ 47 ] [ 82 ] [ 83 ]   |
| Brez naslova | Twombly      | 1969    | 42,7          | Link                                           | [ 84 ]                 |
| Ohhh...Alright | Lichtenstein | 1964    | 42,6          | Link                                           | [ 85 ]                 |
| Jeanne Hebuterne (au chapeau)                                                                                      | Modigliani   | 1919    | 42,3          |                                                | [ 86 ]                 |
| Prstan (zaročni) The ring (Engagement)                                                                             | Lichtenstein | 1962    | 46,4          | Link Arhivirano 2016-04-18 na Wayback Machine. | [ 87 ]                 |
| Jabolka Les Pommes                                                                                                 | Cézanne      | 1889ֹ0   | 41,6          |                                                | [ 88 ]                 |
| Mrtva priroda s tulipani Nature morte aux tulipes                                                                  | Picasso      | 1932    | 41,5          |                                                | [ 89 ]                 |
| Železniški most pri Argenteuilu Le Pont du chemin de fer à Argenteuil                                              | Monet        | 1873    | 41,5          |                                                | [ 90 ] [ 91 ] [ 92 ]   |
| V Lapin Agile Au Lapin Agile                                                                                       | Picasso      | 1905    | 40,7          | Link                                           | [ 62 ] [ 93 ]          |
| Branje La Lecture                                                                                                  | Picasso      | 1932    | 40,7          |                                                | [ 82 ] [ 94 ]          |
| Litzlberg pri Attersee                                                                                             | Klimt        | 1914/15 | 40,4          |                                                | [ 95 ] [ 96 ]          |
| Parlament ob sončnem zahodu                                                                                        | Monet        | 1900ֱ901 | 40,4          |                                                | [ 41 ]                 |
| Number 4, 1951 | Pollock      |         | 40,4          |                                                | [ 30 ]                 |
| No. 36 (Black Stripe)                                                                                              | Rothko       | 1958    | 40,4          | Link Arhivirano 2015-09-23 na Wayback Machine. | [ 41 ]                 |
| Arležanka tudi : Porträt der Madame Ginoux L’Arlésienne                                                            | van Gogh     | 1890    | 40,3          |                                                | [ 97 ] [ 98 ]          |
| Sončnice Vase avec quinze tournesols                                                                               | van Gogh     | 1889    | 39,9          |                                                | [ 62 ] [ 99 ]          |
| Hiše s pisanim perilom tudi: Predmestje II                                                                         | Schiele      | 1914    | 39,8          |                                                | [ 82 ] [ 100 ] [ 101 ] |
| Te Poipoi | Gauguin      | 1892    | 39,2          |                                                | [ 102 ] [ 103 ]        |
| Akrobat in mladi Harlekin Acrobate et jeune Arlequin                                                               | Picasso      | 1905    | 38,4          |                                                | [ 93 ] [ 104 ] [ 105 ] |
| Vampir | Munch        | 1893    | 38,1          |                                                | [ 106 ]                |
| Mistični suprematizem                                                                                              | Malevič      | 1920-22 | 37,7          | Link                                           | [ 107 ]                |
| Tri študije za portret Luciana Freuda                                                                              | Bacon        | 1964    | 37,3          |                                                | [ 82 ] [ 108 ] [ 109 ] |
| Polje poleg druge ceste                                                                                            | Basquiat     | 1981    | 37,1          | Link                                           | [ 110 ]                |
| Trg pred Milansko katedralo                                                                                        | Richter      | 1968    | 37,1          | Link Arhivirano 2016-03-10 na Wayback Machine. | [ 78 ]                 |
| Modra zvezada Étoile Bleue                                                                                         | Miró         | 1927    | 36,9          | Link Arhivirano 2016-01-05 na Wayback Machine. | [ 111 ]                |
| Gimcrack s trenerjem na Newmarket Heath Gimcrack on Newmarket Heath, with a trainer, jockey and stable lad         | Stubbs       | 1765    | 36,1          |                                                | [ 82 ] [ 112 ] [ 113 ] |
| Brezov gozd | Klimt        | 1903    | 36,0          |                                                | [ 114 ]                |
| Najdenje Mojzesa The Finding of Moses                                                                              | Alma-Tadema  | 1904    | 35,9          |                                                | [ 115 ] [ 116 ]        |
| Giudecca, La Donna della Salute in San Giorgio                                                                     | Turner       |         | 35,8          |                                                | [ 117 ]                |
| Helebardist | Pontormo     | 1528/30 | 35,2          |                                                | [ 62 ] [ 118 ]         |
| La Montagne Sainte-Victoire                                                                                        | Cézanne      | 1888    | 35,0          |                                                | [ 119 ] [ 120 ]        |